# R. P. S. Lanrue

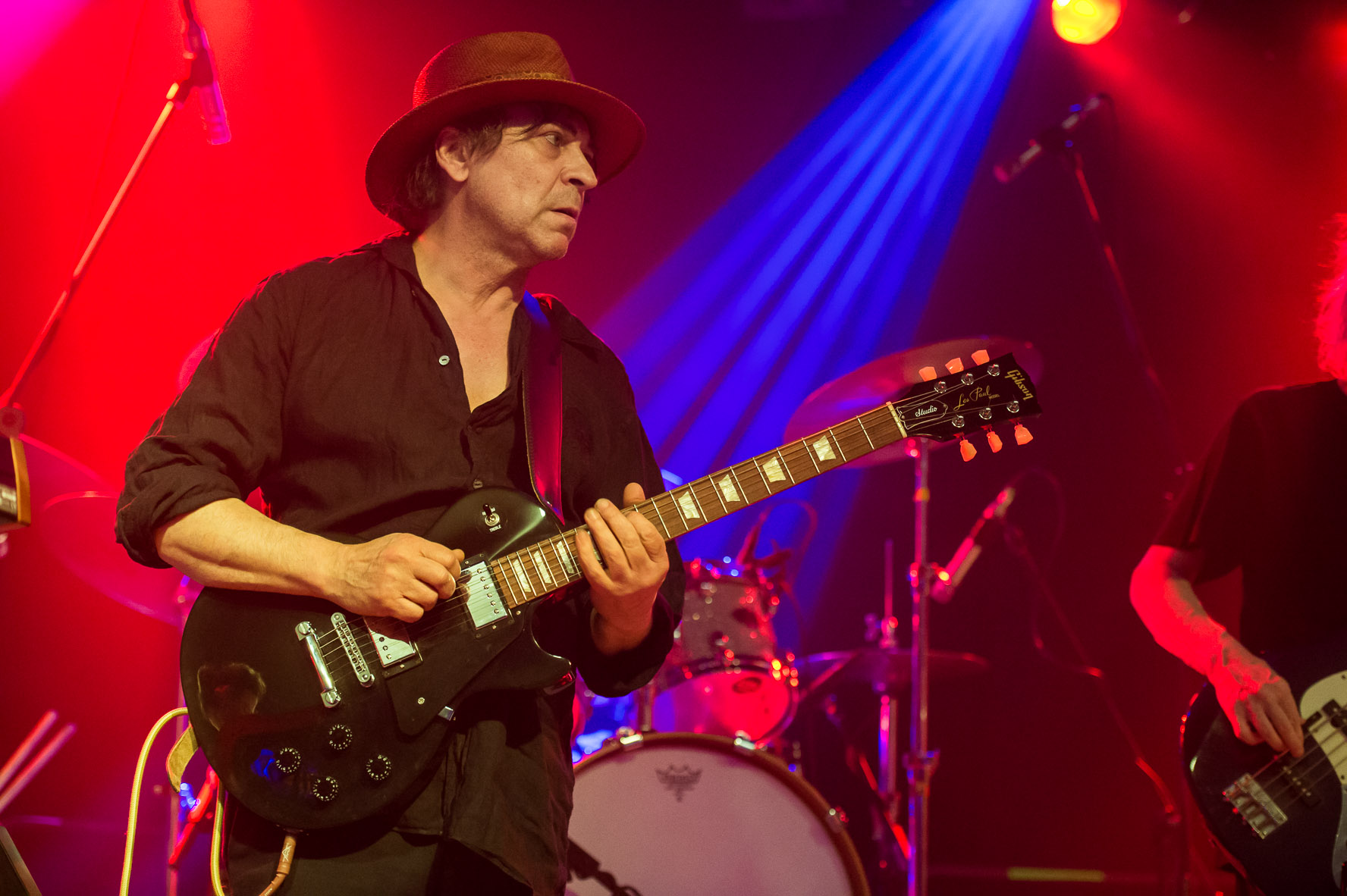
R. P. S. Lanrue beim Konzert mit Ton Steine Scherben in Nürnberg, 2014

R. P. S. Lanrue, geboren als Ralph Peter Steitz, bekannt auch unter dem Pseudonym David Volksmund (* 14. Januar 1950 in Grenoble, Frankreich; † 14. Juli 2024 in Berlin), war ein deutscher Gitarrist, Komponist und Mitbegründer der Rockgruppe Ton Steine Scherben.

## Leben und Karriere
Lanrues Familie siedelte von Frankreich nach Deutschland ins hessische Nieder-Roden über, wo auch die Familie von Rio Reiser wohnte. Im Januar 1966 fragte R. P. S. Lanrue Rio Reiser, ob er in seiner Band Beatkinks mitsingen wolle. Diese coverte hauptsächlich Beatmusik. Noch im selben Jahr gründeten beide die Rockband De Galaxis, in der sie auch eigene Stücke spielten. Lanrues Hauptinstrument war zunächst das Schlagzeug.
Als Rio Reiser 1967 nach West-Berlin zog, schloss Lanrue sich ihm an. Ein wichtiger Grund für den Umzug: West-Berlin hatte einen „entmilitarisierten Status“, somit gab es keinerlei Präsenz der Bundeswehr in der Stadt, und es existierte keine Wehrpflicht. Für den französischen Staatsbürger Lanrue war dies nach seinen eigenen Angaben besonders dringlich, da es in Frankreich keine Wehrdienstverweigerung gab.
Nach dem Umzug nach West-Berlin wechselte Lanrue vom Schlagzeug zur Gitarre. Seine Lieblingsbands in jenen Tagen waren The Kinks, The Zombies und The Pretty Things. Am Anfang trug er den Spitznamen „Fifi“, weil er einmal mit einer Marionette gespielt und sie immer so genannt hatte. Den französischen Namen Lanrue bekam er von Manfred Lehmann, einem Schauspieler vom Berliner Forum-Theater. „Lanrue“ ist eine Verballhornung von „de la rue“ (von der Straße). Mit der Zeit wurde „Fifi“ durch Lanrues Initialen R. P. S. ersetzt.
Aus der Zusammenarbeit mit Dietmar Roberg, Blalla Hallmann und anderen für das Straßentheater Hoffmanns Comic Teater und das Lehrlingstheater Rote Steine entwickelte sich 1970 durch die Hinzunahme von Kai Sichtermann (Bass) und Wolfgang Seidel (Schlagzeug) die Band Ton Steine Scherben. Ähnlich wie das Duo Mick Jagger und Keith Richards bei den Rolling Stones gaben Reiser und Lanrue hinsichtlich Text und Komposition sowie bei der musikalischen Entwicklung den Ton bei Ton Steine Scherben an. Beide gehörten der Band von der Gründung bis zur Auflösung 1985 an.
Nach dem Ende von Ton Steine Scherben kümmerte sich Lanrue um die Verwaltung der David Volksmund Produktion in Fresenhagen. Er spielte auf den meisten von Reisers Soloalben mit und war Mitglied in dessen Liveband. Seinen letzten Auftritt mit Reiser absolvierte er bei zwei Konzerten in der Werner-Seelenbinder-Halle in Ost-Berlin im Jahr 1988.

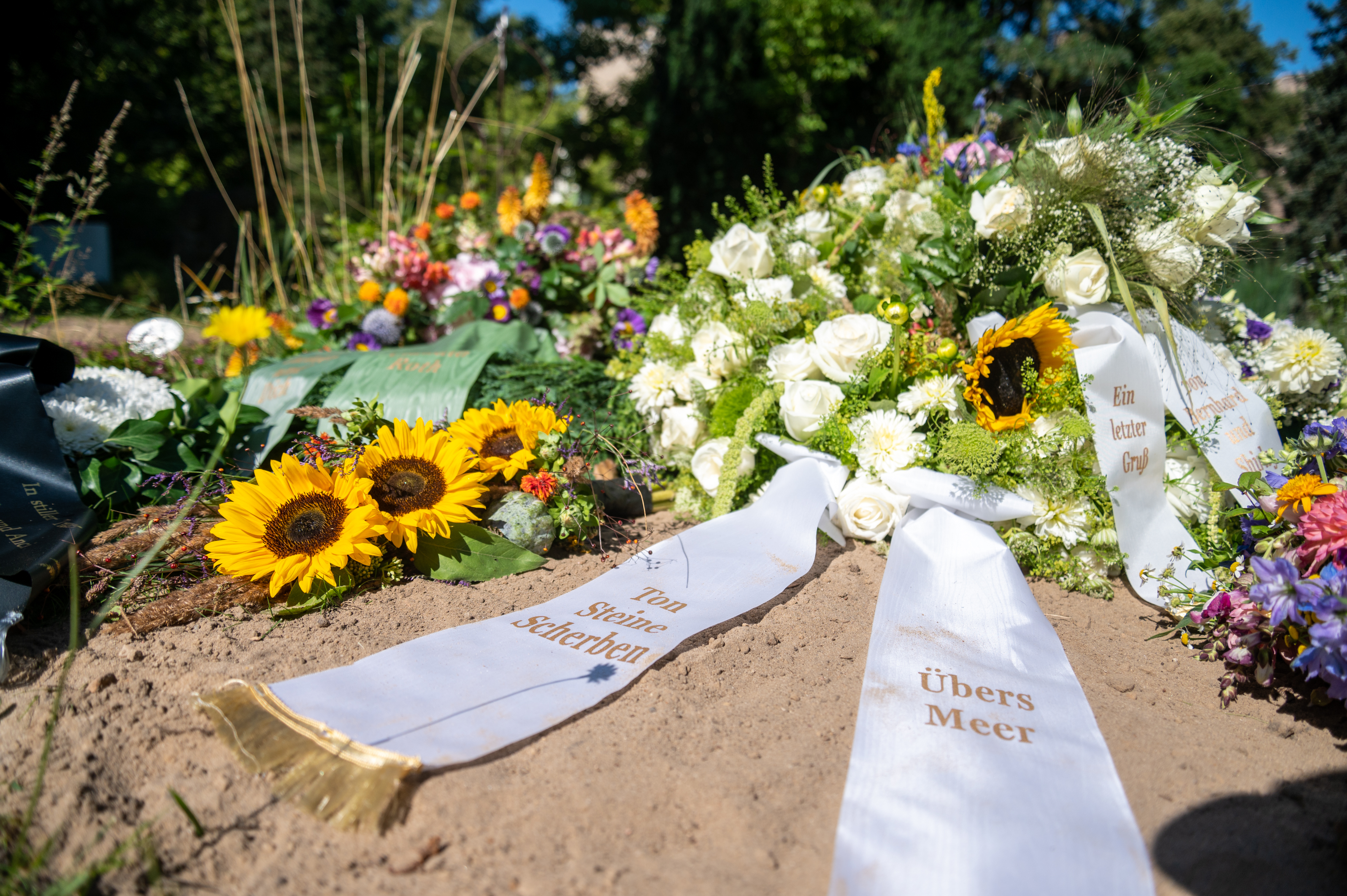
Das Grab von R. P. S. Lanrue auf dem Dreifaltigkeitskirchhof II im Berliner Stadtteil Kreuzberg.

 Anlässlich einer Hommage an Rio Reiser standen Lanrue und Ton Steine Scherben 2010 bei der 24. Teddy-Award-Gala erstmals seit dem Tod ihres Frontmanns wieder in Originalbesetzung auf der Bühne. Ton Steine Scherben eröffneten zusammen mit Terra Brasilis mit Mein Name ist Mensch die Veranstaltung. Zusammen mit Adel Tawil (Ich + Ich) spielten sie im Laufe des Abends unter anderem auch das Lied Halt dich an deiner Liebe fest.
Im April 2014, 29 Jahre nach Auflösung der ursprünglichen Gruppe, gingen Ton Steine Scherben unter der Leitung von Lanrue erstmals wieder auf Tournee durch Deutschland, Österreich und die Schweiz. Als Gastmusiker traten unter anderem Blumentopf, Frittenbude, Madsen, Max Prosa und Sebastian Krumbiegel auf. 
Lanrue lebte unter anderem auch mehrere Jahre in Portugal. Dort verlor er 2004 sein Hab und Gut  bei einem Waldbrand. 2006 kehrte er nach Deutschland zurück und lebte wieder einige Zeit auf „seinem“ Hof in Fresenhagen, dem ehemaligen Scherben-Domizil in Nordfriesland (Schleswig-Holstein). Im Jahre 2009 verließ er den Hof wieder und lebte zuletzt in Berlin, wo er im Juli 2024 im Alter von 74 Jahren einer Krebserkrankung erlag.

## Veröffentlichungen

### LPs und CDs

Album-Cover von Keine Macht für Niemand

Album-Cover von IV (Ton-Steine-Scherben-Album)

- 1971: LP Warum geht es mir so dreckig? (DVP)
- 1972: Doppel-LP Keine Macht für Niemand (DVP)
- 1973: LP Herr Freßsack und die Bremer Stadtmusikanten (Hörspiel) – TSS & Hoffmanns Comic-Theater (Rotbuch Verlag)
- 1975: Doppel-LP Wenn die Nacht am tiefsten … (DVP)
- 1976: LP Teufel hast du Wind (Hörspiel) – Dietmar Roberg & TSS (Rotbuch-Verlag)
- 1976: LP Paranoia – Kollektiv Rote Rübe & TSS, Theatermusik
- 1977: LP Mannstoll – Brühwarm & TSS (April/Schneeball)
- 1979: LP Entartet – Brühwarm & TSS (Schneeball)
- 1981: Doppel-LP IV (Ton-Steine-Scherben-Album) (DVP)
- 1981: LP Auswahl I (Strand / Teldec – von der Band autorisierter Sampler mit Höhepunkten aus den Jahren 1970 bis 1981)
- 1982: LP Bootleg Live Hamburg 1982
- 1983: LP Scherben (DVP)
- 1985: LP Live in Berlin (Live I) (15. + 16. Juni 1984 in der UFA-Fabrik) (DVP)
- 1986: Rio I. (November 1986)
- 1987: Blinder Passagier (15. September 1987)
- 1999: Live in der Seelenbinder-Halle, Berlin/DDR 1988
- 1990: *** (2. April 1990)
- 1995: Himmel und Hölle
- 1996: CD Live II (15. + 16. Juni 1984 in der UFA-Fabrik) (DVP)
- 2001: CD Auswahl I (new release der LP von 1981, digital überarbeitet, plus 3 Bonustracks) (eastwest)
- 2005: CD „18“ – 18 Songs aus 15 Jahren (Best-of-Sampler) (DVP)
- 2006: CD Live III – Konzertausschnitte von 1982 in Hamburg und 1983/84 in Berlin (DVP)
- 2006: 13 CDs Gesamtwerk (Ton-Steine-Scherben-Boxset): Alle 10 Original CDs: remastert + teilweise neu gemischt / 3 Neue CDs, darunter: „Singles, Demos, Raritäten“ mit 6 unveröffentlichten Songs / Viele Extras: 72-seitiges Booklet + alle Cover neu (den alten LP-Cover nachempfunden) + alle originale Plakate + neue Plakate + Scherben-Star-Schnitt (DVP)
- 2015: Das Gesamtwerk – Die Studioalben, Vinyl Box-Set (DVP)

### Singles und Maxis
- 1970: 7″ Single Macht kaputt, was euch kaputt macht / Wir streiken (Label: Ton Steine Scherben)
- 1971: 7″ Single Allein machen sie dich ein / Frauen gemeinsam sind stark (Flexi-Folien-Single, Siegfried Volkskrieg Produktion)
- 1971: 7″ Single Mensch Meier / Nulltarif (Flexi-Folien-Single, Schwarzfahrerproduktion)
- 1979: 7″ Single Das is unser Land / Kommen Sie schnell (David Volksmund Produktion)
- 1981: 7″ Single Jenseits von Eden / Der Turm stürzt ein (Decca – letzte deutschsprachige Veröffentlichung auf dem ehem. Label der Rolling Stones)
- 1981: 12″ Maxi Jenseits von Eden (Remix) / Morgenlicht (Remix) (Decca)
- 1983: 7″ Single Laß uns ein Wunder sein / Hau ab (Teldec / David Volksmund Produktion)
- 1983: 12″ Maxi Laß uns ’n Wunder sein (Radio edit) / Hau ab (Remix) / Bist Du’s (extra lang) (Teldec / David Volksmund Produktion)
- 1984: Dr. Sommer (März 1984)
- 1986: Alles Lüge (Mai 1986) – (Gitarre)
- 1986: Junimond (August 1986) – (Gitarre)
- 1986: Für immer und dich (November 1986) – (Gitarre)
- 1987: Blinder Passagier (August 1987) – (Gitarre)
- 1988: Manager (Januar 1988) – (Gitarre)
- 1988: Ich denk an dich (Mai 1988) – (Gitarre)
- 1989: Über Nacht (1989 – Tatort-Titelsong Der Pott) – (Gitarre)

### Andere Aufnahmen und Veröffentlichungen
- 1969: Demoband Freitagabend / Baby-Baby
- 1979: Kassette Liebe Tod Hysterie – TSS & Kollektiv Rote Rübe, Theatermusik (Stechapfel)
- 1988: Album „Sternschnuppen“ – Misha Schoeneberg, produziert von Rio Reiser (David Volksmund Produktion)
- 1996: Live-Doppel-CD Abschied von Rio (6. Dezember 1996; mit Ton Steine Scherben u. a.)
- 1996: Bootleg Der Traum ist aus (Livemitschnitte von 1982 bis 1985 aus Berlin, Hamburg, München und Kassel)
- 1999: Doppel-CD / VHS / DVD Rio Reiser live in der Seelenbinder-Halle (Moebius Records)
- 2008: 5 CDs Keine Macht für Niemand – Die Geschichte von Ton Steine Scherben – Hörbuch, gesprochen von Anke Colmorn und Marius del Mestre, ca. 5 Std. 48 Min. (TSS-Family / Fuego / Klangfarben-Musikverlag / Indigo Musikproduktion GmbH)
- 2011: Album „Samstagnachmittag“ – von Nadine Germann erschienen bei Goldbek Rekords (Gitarrist bei 4 Stücken)

### Theater- und Filmmusik
- 1972: Moritz Tassow (Hacks)
- 1974: Martha die letzte Wandertaube (Roberg)
- 1976: Paranoia (Rote Rübe)
- 1977: Männercharme (Brühwarm)
- 1977: Liebe, Tod und Hysterie (Rote Rübe)
- 1978: Nymphomania (Brühwarm)
- 1978: Transplantis (Transplantis)
- 1979: Meschugge (Rote Rübe)
- 1979: Die Nacht mit Chandler, Spielfilm
- 1980: Total Vereist, Spielfilm

### Filme
- 1977: Johnny West, Spielfilm, Regie: Roald Koller – (Rolle: Gitarrist, Bandmitglied)
- 1982: Halt Dich An Deiner Liebe Fest. Film-Porträt über Ton Steine Scherben (Lanrue und Rio) von Albrecht Metzger
- 1983: Allein machen sie dich ein. Deutschland. TV-Film über die Heut Nacht oder nie-Tournee der Scherben und Schroeder Roadshow, 285 Minuten, Regie: Christian Wagner
- 1988: Tatort: Der Pott
- 2000: Scherben in Friesland. Film-Tagebuch (45 Min.) von Egon Heinrich Bunne über das bäuerliche Domizil der Scherben in Fresenhagen, durchsetzt mit raren Archivszenen aus den Jahren 1974 bis 1978 – P: NDR
- 2009: Lass uns ’n Wunder sein – Auf der Suche nach Rio Reiser  Regie: Stefan Paul. Dokumentation; 90 min. Mit Udo Lindenberg, Corny Littmann, Achim Reichel, Stefan Kunze, Claudia Roth, Daniel Cohn-Bendit und anderen. Erschienen bei Arsenal Filmverleih.

### Musik-DVDs
- 2002: DVD Land in Sicht – Scherben-Konzert vom 30. Mai 1983 in Offenbach – es gab eine limitierte Erstauflage mit Bonus-CD und 16 Seiten Booklet mit allen Texten aller Songs auf der DVD
- 2005: Konzert, Videos, Interviews (14. März 2005; Live in der Seelenbinderhalle & alle Videos)